# 克莱尔·汉密尔顿
克莱尔·汉密尔顿（英語：Claire Hamilton，1989年1月31日—），生于洛克比，苏格兰女子冰壶运动员。她曾代表英国参加2014年冬季奥林匹克运动会冰壶比赛，获得一枚铜牌。